# Konrad Laimer
Konrad Laimer, né le 27 mai 1997 à Salzbourg en Autriche, est un footballeur international autrichien qui évolue au poste de milieu relayeur et de milieu défensif voir latéral au Bayern Munich.

## Biographie

### RB Leipzig
Le 30 juin 2017 Konrad Laimer rejoint le RB Leipzig pour un contrat de quatre ans. Il joue son premier match pour le club le 13 août 2017 face au modeste club de Sportfreunde Dorfmerkingen en coupe d'Allemagne. Son équipe s'impose sur le score de cinq buts à zéro ce jour-là. Il fait sa première apparition en Bundesliga le 19 août suivant, lors de la première journée de la saison 2017-2018 face au FC Schalke 04 contre qui son équipe s'incline par deux buts à zéro.
Le 18 février 2020, Laimer prolonge son contrat avec Leipzig jusqu'en juin 2023. Recordman du nombre de pressions réussies par 90 minutes, il est surnommé « le Messi du pressing »,. 

### Bayern Munich
En fin de contrat avec le club RB Leipzig depuis juin 2023, il s'engage jusqu'en juin 2027 avec le Bayern Munich.

### En équipe nationale

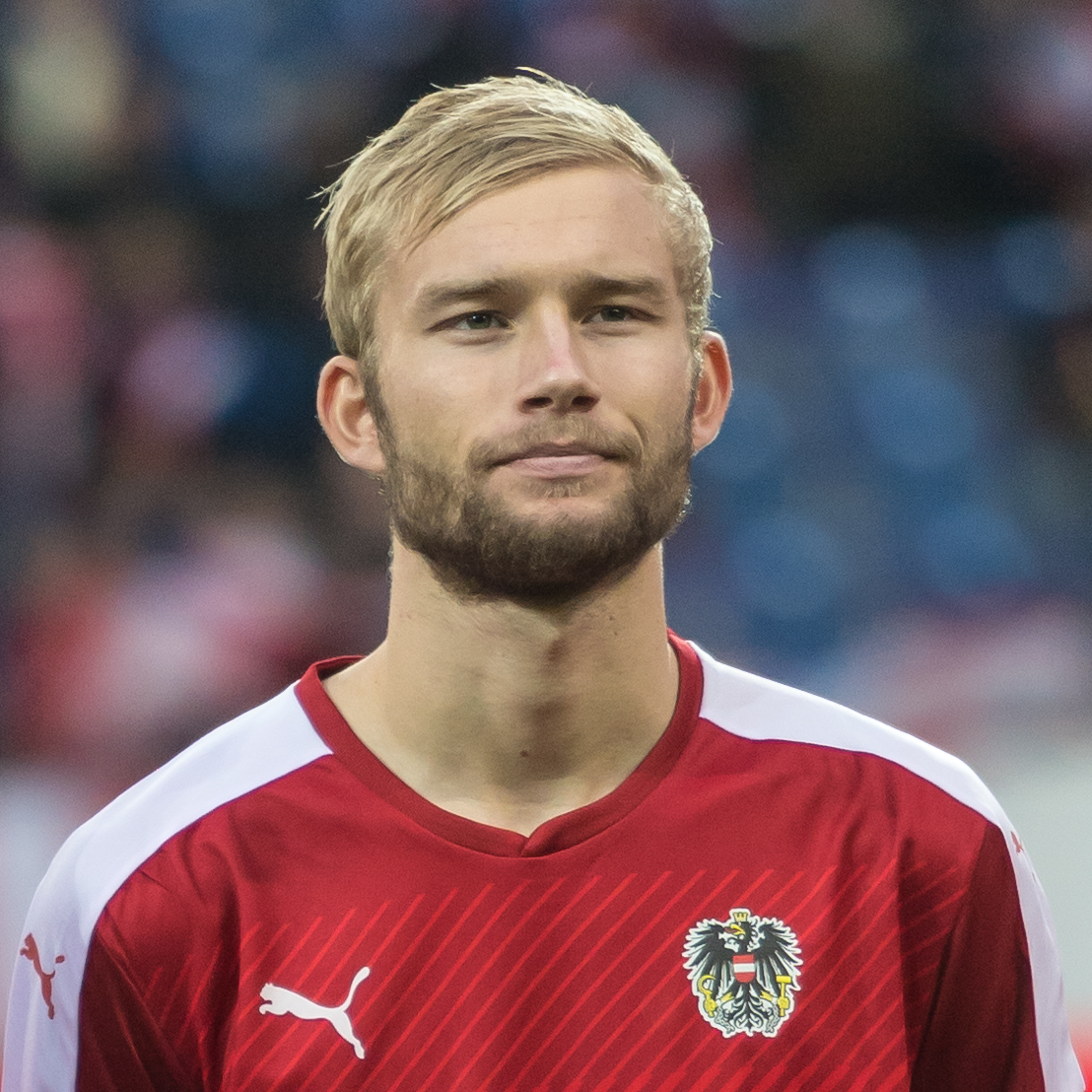
Konrad Laimer en 2016 avec l'équipe d'Autriche.

Avec les moins de 19 ans, il participe au championnat d'Europe des moins de 19 ans en 2014. Lors de cette compétition, il joue quatre matchs. L'Autriche s'incline en demi-finale contre l'Allemagne.
Il dispute ensuite avec les moins de 20 ans la Coupe du monde des moins de 20 ans 2015 organisée en Nouvelle-Zélande. Lors du mondial junior, il joue quatre matchs. L'Autriche s'incline en huitièmes de finale contre l'Ouzbékistan.
En mai 2017, Konrad Laimer reçoit sa première convocation avec l'équipe d'Autriche pour le match éliminatoire de la Coupe du monde 2018 du 11 juin 2017 face à l'Irlande, mais il ne rentre pas en jeu lors de ce match. Il honore finalement sa première sélection le 7 juin 2019 face à la Slovénie. Il est titularisé et son équipe s'impose par un but à zéro. Il inscrit son premier but lors de sa troisième apparition, le 6 septembre de la même année, lors de la large victoire des Autrichiens contre la Lettonie (6-0 score final). 
En mai 2021, il fait partie de la liste des 26 joueurs convoqués par Franco Foda pour disputer l'Euro 2020.
Le 7 juin 2024, il fait partie de la liste des 26 joueurs convoqués par Ralf Rangnick pour disputer l'Euro 2024.

## Palmarès

### En club
Avec le Red Bull Salzbourg
- Champion d'Autriche en 2015, 2016 et 2017
- Vainqueur de la Coupe d'Autriche en 2016 et 2017

 Avec le RB Leipzig
- Vainqueur de la Coupe d'Allemagne en 2022 et 2023.

 Avec le Bayern Munich
- Champion d'Allemagne en 2025.
- Vainqueur de Supercoupe d'Allemagne en 2025.
- Finaliste de la Supercoupe d'Allemagne en 2023.

### Distinction individuelle
- Meilleur joueur du championnat d'Autriche en 2017[13]

## Statistiques
Le tableau ci-dessous récapitule les statistiques de Konrad Laimer lors de sa carrière en club :

| Saison                | Club                  | Championnat           | Championnat | Championnat | Coupe(s) nationale(s) | Coupe(s) nationale(s) | Supercoupe | Supercoupe | Compétition(s) continentale(s) | Compétition(s) continentale(s) | Compétition(s) continentale(s) | Coupe du monde des clubs | Coupe du monde des clubs | Total | Total |
| Saison                | Club                  | Division              | M.          | B.          | M.                    | B.                    | M.         | B.         | Comp.                          | M.                             | B.                             | M.                       | B.                       | M.    | B.    |
| 2014-2015             | Red Bull Salzbourg    | Bundesliga            | 8           | 0           | 2                     | 0                     | -          | -          | C3                             | 3                              | 0                              | -                        | -                        | 13    | 0     |
| 2015-2016             | Red Bull Salzbourg    | Bundesliga            | 18          | 1           | 3                     | 3                     | -          | -          | -                              | -                              | -                              | -                        | -                        | 21    | 4     |
| 2016-2017             | Red Bull Salzbourg    | Bundesliga            | 31          | 3           | 2                     | 1                     | -          | -          | C1+C3                          | 6+4                            | 0+0                            | -                        | -                        | 43    | 4     |
| Sous-total            | Sous-total            | Sous-total            | 57          | 4           | 7                     | 4                     | -          | -          | -                              | 13                             | 0                              | -                        | -                        | 77    | 8     |
| 2017-2018             | RB Leipzig            | Bundesliga            | 22          | 0           | 2                     | 0                     | -          | -          | C1+C3                          | 1+4                            | 0                              | -                        | -                        | 29    | 0     |
| 2018-2019             | RB Leipzig            | Bundesliga            | 29          | 1           | 6                     | 0                     | -          | -          | C3                             | 8                              | 1                              | -                        | -                        | 43    | 2     |
| 2019-2020             | RB Leipzig            | Bundesliga            | 29          | 2           | 3                     | 1                     | -          | -          | C1                             | 10                             | 1                              | -                        | -                        | 42    | 4     |
| 2020-2021             | RB Leipzig            | Bundesliga            | 3           | 0           | 1                     | 0                     | -          | -          | C1                             | -                              | -                              | -                        | -                        | 4     | 0     |
| 2021-2022             | RB Leipzig            | Bundesliga            | 26          | 4           | 5                     | 1                     | -          | -          | C1+C3                          | 6+6                            | 0                              | -                        | -                        | 43    | 5     |
| 2022-2023             | RB Leipzig            | Bundesliga            | 21          | 3           | 4                     | 1                     | 1          | 0          | C1                             | 3                              | 0                              | -                        | -                        | 29    | 4     |
| Sous-total            | Sous-total            | Sous-total            | 129         | 10          | 21                    | 3                     | 1          | 0          | -                              | 37                             | 2                              | -                        | -                        | 188   | 15    |
| 2023-2024             | Bayern Munich         | Bundesliga            | 29          | 0           | 2                     | 1                     | 1          | 0          | C1                             | 10                             | 0                              | -                        | -                        | 42    | 1     |
| 2024-2025             | Bayern Munich         | Bundesliga            | 29          | 2           | 2                     | 0                     | -          | -          | C1                             | 11                             | 1                              | 4                        | 0                        | 46    | 3     |
| 2025-2026             | Bayern Munich         | Bundesliga            | 0           | 0           | 0                     | 0                     | 1          | 0          | C1                             | 0                              | 0                              | -                        | -                        | 1     | 0     |
| Sous-total            | Sous-total            | Sous-total            | 58          | 2           | 4                     | 1                     | 2          | 0          | -                              | 21                             | 1                              | 4                        | 0                        | 89    | 4     |
| Total sur la carrière | Total sur la carrière | Total sur la carrière | 243         | 15          | 33                    | 8                     | 3          | 0          | -                              | 72                             | 2                              | 4                        | 0                        | 355   | 25    |